# ماري لويز سوربون
ماري لويز سوربون هي ممثلة ومغنية سويدية، ولدت في 24 أكتوبر 1913 وتوفيت في 30 مارس 1975.
ظهرت سوربون في بعض الأفلام في الفترة ما بين 1935-1937 وكانت عضوًة في فرقة «الأخوات سوربون» الغنائية. كانت ابنة مصور البلاط دافيد سوربون وأخت الممثلات أولا وستينا والممثل برت سوربون والفنانة بيرجيتا سوربون مالمستين. تزوجت لأول مرة في عام 1937-1949 من لورين مارمستيدت والمرة الثانية من بيورن سيوستين.